# Jim Springer
James Elmer Springer, detto Jim (Roachdale, 17 giugno 1926 – Indianapolis, 19 febbraio 2018), è stato un cestista statunitense, professionista nella NBL e nella BAA.